# Topolc
Topolc este o localitate din comuna Ilirska Bistrica, Slovenia, cu o populație de 344 de locuitori.